# Вишній Грм
Вишній Грм (словен. Višnji Grm) — поселення в общині Шмартно-при-Літії, Осреднєсловенський регіон, Словенія. 
Висота над рівнем моря: 473,7 м.